# Andy e Norman
Andy e Norman (titolo originale: The Star-Spangled Girl) è una commedia scritta da Neil Simon.

## Trama
La commedia è ambientata a San Francisco negli anni sessanta ed è incentrata sul rapporto fra tre personaggi Andy, Norman e Sophie, alla cui vicenda personale (una sorta di "triangolo amoroso") si collegano anche considerazioni e vicende di tipo politico.
Tutto inizia con Andy e Norman, due amici, colleghi e coinquilini. I due scrivono per giornali di cronaca e film pornografici. Andy si occupa della parte contabile, mentre Norman è lo scrittore. Per di più, i due devono assolutamente finire la loro commedia (progetto che portano avanti da tantissimo tempo), per poterla vedere e pagare il loro finanziatore (manca giusto il finale).
Ma non c'è verso che Norman finisca di scrivere la commedia, poiché ha 
un'infatuazione per la nuova vicina di casa: Sophie. E pensa a corteggiarla, anziché lavorare (il più grande problema di Norman sono le donne).
Andy, invece, è costretto ad uscire con la padrona di casa pur di non pagare l'affitto.
Ma ben presto, l'infatuazione di Norman, nei confronti di Sophie, si trasforma in una vera e propria ossessione, arrivando anche a seguirla e molestarla.
Sophie, futura moglie di un luogotenente della marina degli Stati Uniti, denuncia Norman, ma il carattere insistente dell'uomo la porta a perdere il lavoro di insegnante di nuoto (difatti lei ha rappresentato gli USA alle olimpiadi, arrivando 5ª), dato che Norman la segue fino in piscina per regalarle un'anatra viva, la quale si metterà a beccare tutti i presenti.
La ragazza trova dunque un accordo con Andy, che la aiuta per poter rimediare agli sbagli dell'amico: Sophie lavorerà con loro come segretaria.
Qui, la ragazza si accorgerà di odiare Andy, trovandolo infido e mistificatore, ma al contempo capisce di essere attratta da lui. Così, i due, provando disgusto reciproco, si baciano, ma Norman li scopre.
Gettando all'aria nove anni di amicizia, Norman lascia Andy, il quale dice che troverà lavoro presso il padre, e Sophie decide di tornare a casa per ritentare con le olimpiadi.
Ma appena Norman varca la soglia di casa decide di rientrare e far pace con l'amico. Andy si accorge di amare Sophie e la rincorre, ma lei non ha mai lasciato l'appartamento, essendo innamorata a sua volta.
A questo punto squilla il telefono. È la padrona di casa che vuole parlare con Andy per un qualche ricatto sull'affitto, ma risponde Norman che si innamora subito della donna. Ma, fortunatamente, Andy e Sophie lo bloccano, costringendolo a concludere la commedia.

## Rappresentazioni
La commedia venne rappresentata per la prima volta a Broadway, al Plymouth Theatre, il 21 dicembre 1966, interpretata da Anthony Perkins nella parte di Andy, Richard Benjamin nella parte di Norman e Connie Stevens nella parte di Sophie; in questo primo allestimento rimase in scena per 261 repliche. L'interpretazione degli attori valse a Benjamin e alla Stevens, nel 1967, un Theatre World Award.
In Italia è stata portata in scena nel 1986, per la regia di Alessandro Benvenuti, dalla coppia Zuzzurro e Gaspare, rispettivamente nei ruoli di Andy e di Norman, e Doris von Thury (Sophie).

## Adattamenti
Nel 1971 è stata realizzata una versione cinematografica, Star Spangled Girl, regista Jerry Paris.
In Italia la coppia Zuzzurro e Gaspare ha realizzato la sit-com Andy & Norman, trasmessa in 10 puntate su Italia 1 dal dicembre 1991 al febbraio 1992, con Luana Colussi (Daisy), Giobbe Covatta (Torquato), Carlo Pistarino (Ugo).